# Aleksandr Roemjantsev (schaatser)
Aleksandr Vadimovitsj Roemjantsev (Russisch: Алекса́ндр Вади́мович Румя́нцев) (Archangelsk, 5 december 1986) is een Russisch schaatser.

## Biografie
In 2010 kwam hij voor Rusland uit bij het EK in Hamar en op de Olympische Winterspelen in Vancouver. Hier nam hij deel aan de 5000 en de 10.000 meter. Op de 5000 meter werd hij gediskwalificeerd omdat hij tijdens de laatste baanwissel zijn tegenstander, Sławomir Chmura, te veel hinderde. Op 14 november 2014 behaalde hij tijdens de eerste wereldbekerwedstrijd in Obihiro op de 5000 meter zilver.
Hij nam vier keer plaats op het erepodium bij de allroundkampioenschappen van Rusland, in 2009, 2010 en 2011 werd hij derde, in 2016 tweede.
In 2021 won Roemjantsev de bronzen medaille op de 10.000 meter van de Wereldkampioenschappen schaatsen afstanden 2021.

## Persoonlijke records
| Afstand      | Tijd     | Datum            | Baan           |
| ------------ | -------- | ---------------- | -------------- |
| 500 meter    | 37,60    | 7 februari 2009  | Hamar          |
| 1000 meter   | 1.14,71  | 18 december 2010 | Collalbo       |
| 1500 meter   | 1.46,22  | 7 februari 2020  | Calgary        |
| 3000 meter   | 3.39,28  | 25 november 2017 | Calgary        |
| 5000 meter   | 6.10,78  | 9 maart 2019     | Salt Lake City |
| 10.000 meter | 12.51,33 | 11 februari 2022 | Peking         |

## Resultaten
| Jaar | EK Allround            | WK Allround            | WK Afstanden                          | Olympische Spelen          |
| ---- | ---------------------- | ---------------------- | ------------------------------------- | -------------------------- |
| 2009 |                        | 22e (21e, 21e, 23e, -) |                                       |                            |
| 2010 | 20e (26e, 12e, 21e, -) |                        |                                       | DQ 5000m 13e 10000m        |
| 2011 |                        |                        | 15e 10.000m 6e achtervolging          |                            |
| 2012 |                        |                        |                                       |                            |
| 2013 |                        |                        | 13e 5000m 9e 10.000m                  |                            |
| 2014 |                        |                        |                                       | 11e 5000m 6e achtervolging |
| 2015 |                        |                        | 10e 5000m 5e 10.000m                  |                            |
| 2016 |                        |                        | 6e achtervolging                      |                            |
|      |                        |                        |                                       |                            |
| 2019 |                        |                        | 4e 5000m · 5e 10.000m · achtervolging |                            |
| 2020 |                        |                        | DNF 10.000m                           |                            |
| 2021 |                        |                        | 10.000m                               |                            |
| 2022 |                        |                        |                                       | 6e 5000m 5e 10.000m        |

DSQ = Gediskwalificeerd